# Grande Loge du Congo
Pour les articles homonymes, voir GLC.
La Grande Loge du Congo  est une obédience maçonnique congolaise instituée par la Grande Loge nationale française.

## Histoire
En novembre 2002, le président congolais Denis Sassou Nguesso est intronisé grand maître de la Grande Loge du Congo par Jean-Charles Foellner, alors grand maître de la Grande Loge nationale française. Au mois d'octobre 2003, ce sera au tour du chef de l'État d'initier un autre président, le Centrafricain François Bozizé.